# Гранд-Салін (Техас)
Гранд-Салін (англ. Grand Saline) — місто (англ. city) в США, в окрузі Ван-Зандт штату Техас. Населення — 3107 осіб (2020).

## Географія
Гранд-Салін розташований за координатами 32°40′40″ пн. ш. 95°42′40″ зх. д. / 32.67778° пн. ш. 95.71111° зх. д. (32.677709, -95.711116).  За даними Бюро перепису населення США в 2010 році місто мало площу 5,48 км², з яких 5,43 км² — суходіл та 0,05 км² — водойми.

## Демографія
Згідно з переписом 2010 року, у місті мешкало 3136 осіб у 1089 домогосподарствах у складі 729 родин. Густота населення становила 572 особи/км².  Було 1234 помешкання (225/км²).
Расовий склад населення:
| - 86,4 % — білих - 0,8 % — корінних американців - 0,7 % — чорних або афроамериканців - 0,4 % — азіатів - 0,1 % — вихідців з тихоокеанських островів - 9,7 % — осіб інших рас |

До двох чи більше рас належало 2,0 %. Частка іспаномовних становила 20,9 % від усіх жителів.
За віковим діапазоном населення розподілялося таким чином: 27,5 % — особи молодші 18 років, 53,8 % — особи у віці 18—64 років, 18,7 % — особи у віці 65 років та старші. Медіана віку мешканця становила 36,0 року. На 100 осіб жіночої статі у місті припадало 91,0 чоловіків;  на 100 жінок у віці від 18 років та старших — 87,3 чоловіків також старших 18 років.
Середній дохід на одне домашнє господарство  становив 43 992 долари США (медіана — 31 853), а середній дохід на одну сім'ю — 52 528 доларів (медіана — 36 375). Медіана доходів становила 25 811 долар для чоловіків та 19 861 долар для жінок. За межею бідності перебувало 29,9 % осіб, у тому числі 46,4 % дітей у віці до 18 років та 16,8 % осіб у віці 65 років та старших.
Цивільне працевлаштоване населення становило 1155 осіб. Основні галузі зайнятості: освіта, охорона здоров'я та соціальна допомога — 26,1 %, мистецтво, розваги та відпочинок — 14,5 %, роздрібна торгівля — 12,8 %.